# Vierzehnheiligenbildstock (Nordheim am Main)

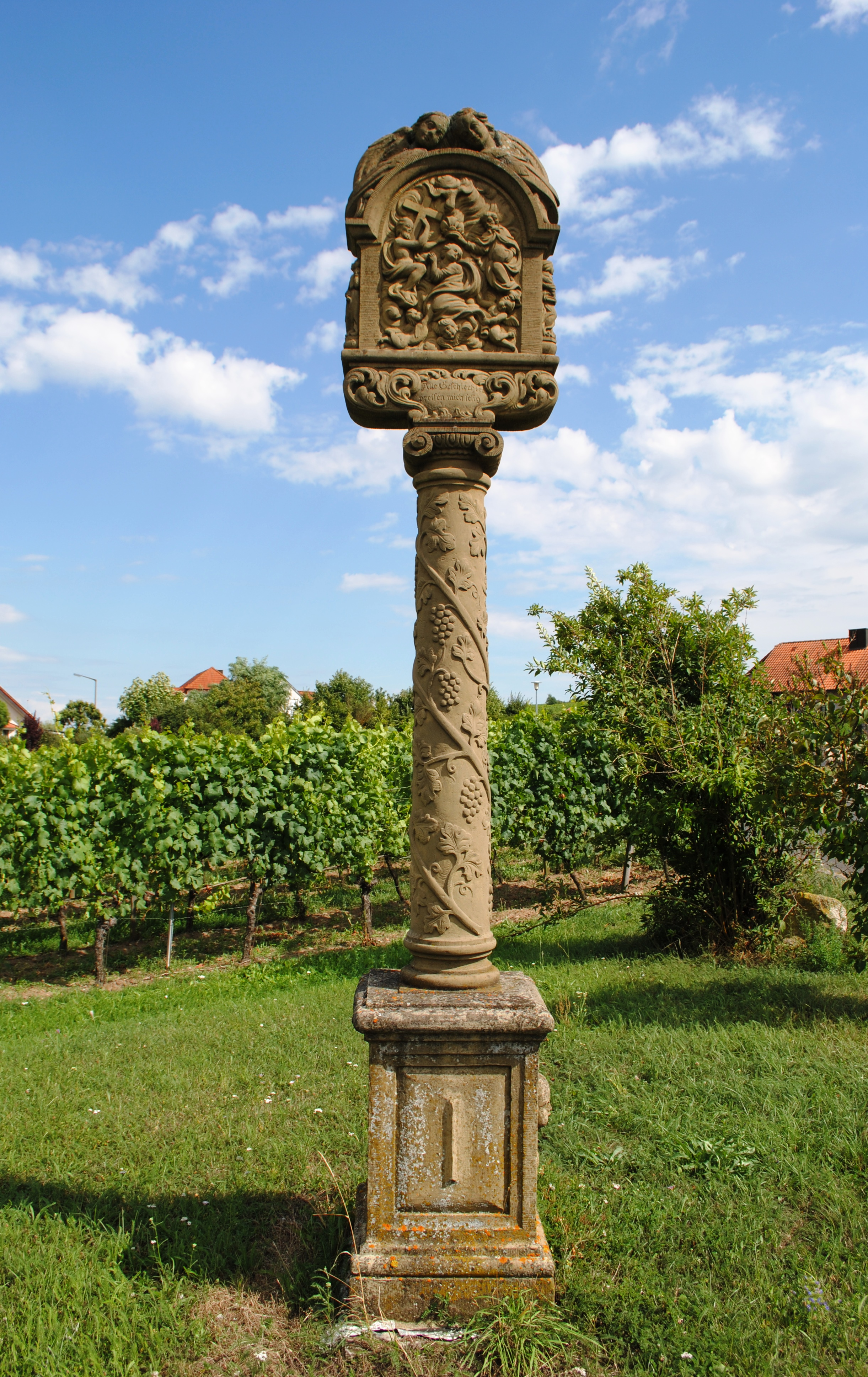
Der Bildstock in Nordheim

Der sogenannte Vierzehnheiligenbildstock steht am Rande des Weindorfes Nordheim am Main am Hallburger Weg, der zur gleichnamigen Burg führt.

## Geschichte
Seit dem Jahr 1652 gibt es eine Wallfahrt der Nordheimer nach Vierzehnheiligen. Auf dem Weg, an der Hallburger Straße, stellt der Bildstock die vierzehn Heiligen bildlich dar. Eine Inschrift weist auf den Stifter hin: „Joh. Franz Felbaum und Barbara meine Hauß Frau […] machen lasen anno 1720“. Das Bayerische Landesamt für Denkmalpflege ordnet den Bildstock als Baudenkmal unter der Nummer D-6-75-155-27 ein.

## Beschreibung
Die Marter ist dem Barock zuzuordnen. Auf den Seitenflächen des rechteckigen Sockels befinden sich zwei von reichen Fruchtornamenten eingerahmte Engelsköpfe. In die runde Säule sind Weinreben eingearbeitet. Der Aufsatz ist ebenfalls rechteckig, seine Seitenflächen sind wesentlich schmaler. Reliefs des heiligen Johannes und der heiligen Barbara begrenzen den Stock.
Auf der Westseite ist die Krönung Mariens dargestellt, darüber befinden sich zwei Putten. Eine Inschrift in einem Medaillondarunter lautet: „Alle Geschlechter/ preisen mich selig“. Die Ostseite des Bildstocks zeigt die vierzehn Heiligen, gruppiert um den heiligen Christophorus mit dem Jesuskind und darüber ebenfalls zwei Putten.